# Либерсторф
Либерсторф (њем. Lübberstorf) општина је у њемачкој савезној држави Мекленбург-Западна Померанија. Једно је од 91 општинског средишта округа Нордвестмекленбург. Према процјени из 2010. у општини је живјело 239 становника. Посједује регионалну шифру (AGS) 13058062.

## Географски и демографски подаци
Либерсторф се налази у савезној држави Мекленбург-Западна Померанија у округу Нордвестмекленбург. Општина се налази на надморској висини од 67 метара. Површина општине износи 13,0 km². У самом мјесту је, према процјени из 2010. године, живјело 239 становника. Просјечна густина становништва износи 18 становника/km².